# Villarejo de Salvanés
Villarejo de Salvanés é um município da Espanha na província e Comunidade de Madrid. Tem 118,6 km² de área e em 2021 tinha 7 552 habitantes (densidade: 63,7 hab./km²).

## Demografia
| Variação demográfica do município entre 1991 e 2004[carece de fontes?] | Variação demográfica do município entre 1991 e 2004[carece de fontes?] | Variação demográfica do município entre 1991 e 2004[carece de fontes?] | Variação demográfica do município entre 1991 e 2004[carece de fontes?] |
| ---------------------------------------------------------------------- | ---------------------------------------------------------------------- | ---------------------------------------------------------------------- | ---------------------------------------------------------------------- |
| 1991                                                                   | 1996                                                                   | 2001                                                                   | 2004                                                                   |
| 4952                                                                   | 5384                                                                   | 5778                                                                   | 6231                                                                   |